# Wladimir Resnitschenko
Wladimir Resnitschenko (oroszul: Владимир Измайлович Резниченко, Vlagyimir Izmajlovics Reznyicsenko, észtül: Vladimir Reznitšenko) (Almati, 1965. július 27. –) orosz és kubai szülőktől származó szovjetként világbajnok, olimpiai bronzérmes, később német színekben olimpiai bajnok párbajtőrvívó, edző.